# Dimitri Bascou
Dimitri Bascou (* 20. Juli 1987 in Schœlcher, Martinique) ist ein französischer Leichtathlet, der sich auf den Hürdenlauf spezialisiert hat.

## Sportliche Laufbahn
Nachdem er in Martinique erste Erfolge erzielt hatte, zog er 2004 aus sportlichen Gründen in den Norden von Frankreich nach Eaubonne. 2007 wechselte er zum Verein Lagardère Paris Racing und daraufhin folgten die ersten Erfolge. 2008 wurde er bei den nationalen Meisterschaften mit einer neuen persönlichen Bestzeit von 13,61 s Zweiter. Diesen Titel konnte er im Folgejahr sogar gewinnen und gleichzeitig bei den Mittelmeerspielen in Pescara Silber holen. Folglich war er im Kader der Leichtathletik-Weltmeisterschaften 2009 in Berlin. Dort konnte er zwar eine neue persönliche Bestzeit (13,49 s) aufstellen, schied aber im Halbfinale aus.
2010 konnte er seinen Titel bei den französischen Meisterschaften verteidigen und verpasste bei den Europameisterschaften als Vierter nur um 2 Hundertstelsekunden eine Medaille (13,41 s, PB).
2016 wurde dann Bascous bislang sportlich erfolgreichstes Jahr. Bei einem Meeting in Berlin stellte er über 60 m Hürden einen neuen nationalen Rekord auf (7,41 s). Bei den im März folgenden Hallenweltmeisterschaften erreichte er den dritten Platz. Bei seinem Sieg bei den nationalen Meisterschaften stellte er mit 13,05 s einen neuen persönlichen Rekord auf, der aber auf Grund des zu großen Rückenwinds (2,1 s) nicht gewertet wird. Aufgrund dieser Leistungen ging er als Mitfavorit zu den Europameisterschaften 2016 in Amsterdam. Diese Rolle konnte er mit dem Sieg über 110 Meter Hürden (13,25 s) bestätigen.
Bei den Olympischen Spielen in Rio de Janeiro erreichte er die Bronzemedaille. Dies war die erste französische Podiumsplatzierung in dieser Disziplin seit Guy Drut 1976. Für seinen Medaillengewinn erhielt er am 30. November 2016 das Ritterkreuz des Ordre national du Mérite.
2024 wurde Bascou bei einer Dopingkontrolle positiv auf Steroide getestet.